# Euodynerus kilimandjaroensis
Euodynerus kilimandjaroensis är en stekelart som först beskrevs av Cameron 1910.  Euodynerus kilimandjaroensis ingår i släktet kamgetingar, och familjen Eumenidae. Inga underarter finns listade i Catalogue of Life.